# Mars Pathfinder
Mars Pathfinder byla planetární sonda v rámci programu Discovery vypuštěná 4. prosince 1996 agenturou NASA raketou Delta II, jen měsíc poté co odstartoval Mars Global Surveyor. Po 7 měsíční cestě Mars Pathfinder přistál na Marsu v pánvi Ares Vallis, v oblasti zvané Chryse Planitia, 4. července 1997. Složené sluneční panely po dobu cesty ukrývaly malé vozítko zvané Sojourner, schopné pohybovat se po okolí povrchového modulu a tím rozšířit zkoumanou oblast.
Ačkoliv byla proklamována životnost vozítka Sojourner pouze týden a povrchového modulu měsíc, obě části jí značně překonaly; 12krát, respektive 3krát. Poslední komunikace se sondou Pathfinder proběhla 27. září 1997, kdy pravděpodobně došla energie v bateriích udržující teplotu modulu. Po odmlčení mateřského modulu se předpokládá, že stále funkční vozítko začalo kolem modulu kroužit či se zastavilo a vyčkávalo na další příkazy.
Mise za 265 miliónů amerických dolarů skončila značným technickým i vědeckým úspěchem, když se podařilo splnit a překročit většinu původních plánů. Během pobytu na povrchu Marsu sonda odeslala zpět na Zemi 2,3 miliard bitů informací včetně 16 500 obrázků pořízených přistávacím modulem a 550 obrázků pořízených vozítkem. Získaná vědecká data umožnila poodhalit, že se v historii planety nacházelo období, které bylo teplejší a vlhčí než je tomu dnes a které umožnilo krátkodobou existenci tekuté vody na povrchu. Po technické stránce se povedlo otestovat nové technologie, jako například přistávání planetární sondy pomocí airbagů, které nebyly použity nikdy před tím.
Přistávací modul byl v květnu roku 1997 na památku Carla Sagana pojmenován Pamětní stanice Carla Sagana (Carl Sagan memorial station).

## Vybavení sondy
Hlavní úkolem mise bylo zjistit složení marsovské půdy a hornin. Protože se předpokládalo, že složení není úplně jednolité, jak by se mohlo zdát podle odběrů v malé vzdálenosti od sondy (např. sondy Viking 1 a 2 nabíraly vzorky robotickou rukou a kameny pro ně byly nedosažitelné), byla sonda vybavena pohyblivým vozítkem Sojourner rozšiřujícím akční rádius celé mise.
Mise Mars Pathfinder vyšetřovala složení marsovské půdy pomocí několika nástrojů.
- povrchový modul,

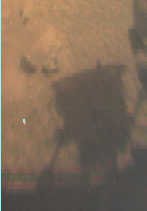
Sojourner vyfotil vlastní stín

  - stereoskopický zobrazovací systém (Imager for Mars Pathfinder – IMP) s výměnnými filtry na vysouvacím stožáru 1 m nad sondou,
  - nástroj pro meteorologická pozorování (Atmospheric Structure Instrument/Meteorology Package (ASI /MET)),
  - magnetometr
  - anemometr
- vozítko,
  - alfa-protonový a rentgenový spektrometr (Alpha Proton X-ray Spectrometer – APXS) zkoumající složení vzorků pomocí ozařování částicemi alfa z izotopu curia 244 a rozdílné reakce prvků na toto záření,
  - černobílá stereoskopická kamera vpředu a barevná vzadu.
  - experiment přilnavosti materiálů (Materials Adherence Experiment – MAE), který zkoumal vliv marsovského prachu na solární články.[4]
  - experiment zkoumající abrazivní opotřebení kola (Wheel Abrasion Experiment – WAE), který měl pomocí několika destiček z různých materiálů umístěných na jednom z centrálních kol zkoumat zrnitost půdy v místě přistání[5][6]

## Komunikace mezi Landerem aRoverem
Komunikace mezi přistávacím modulem a roverem Sojourner probíhala pomocí poloduplexní(half duplex) komunikace, přičemž komunikaci zahajoval rover Sojourner.
LMRE (Lander Mounted Rover Equipment) bylo tedy většinu času přepnuto na příjem. Komunikace probíhala pomocí datových paketů o velikosti 2000 B (16000 bitů), které mohly obsahovat obrázky z roveru, telemetrii, operační stavy roveru a příkazy ze země.

### Modulace a modemy
Pro komunikaci byla použita modulace DGMSK ((Differential Gaussian Minimum Shift Keying); diferenciální gaussovské klíčování s minimálním zdvihem) na nosné frekvenci 459,7 MHz. Lander i rover byly vybaveny modemy, které se staraly o předávání dat mezi nimi. Každý modem se skládal z digitální a analogové části.
Modem na roveru byl vybaven ohřívačem o příkonu 0,5 W, který se staral o jeho ohřátí na pracovní teplotu v brzkých ranních hodinách na Marsu, před zahájením telekomunikační relace. Protože krystalový oscilátor (u roveru i landeru) nebyl teplotně kompenzován docházelo k frekvenčnímu posunu signálu (přípustná hodnota posunu byla až 5 kHz). Vlivem teploty tak mohla narůstat chybovost přenosu BER. Pro udržení minimální chybovosti bylo nutné držet teplotní rozdíl do 20 °C.

|                             | Sojourner                         | Lander                                          |
| --------------------------- | --------------------------------- | ----------------------------------------------- |
| Hmotnost                    | 105,9 g                           | 265,2 g                                         |
| Rozměry                     | 8,13×6,35×2,3 cm                  | 10,6×7,1×5,3 cm                                 |
| RF konektor                 | SMA                               | SMA                                             |
| DC konektor                 | 9 pin Micro-D (signál a napájení) | 9 pin Micro-D(signál) 15 pin micro-D (napájení) |
| Napájecí napětí na sběrnici | +9 V                              | +28 V                                           |
| Příkon                      | 1,7 W se stabilizátorem 9 V       | 1,5 W bez DC měniče                             |
| Modulace                    | DGMSK                             | DGMSK                                           |
| Nosná frekvence             | 459,7 MHz                         | 459,7 MHz                                       |
| Šířka pásma                 | 25 kHz                            | 25 kHz                                          |
| Vysílací výkon              | 100 mW                            | 100 mW                                          |
| Spojení                     | Half duplex                       | Half duplex                                     |
| Rozhraní                    | RS232 konvertováno do úrovní TTL  | RS232 konvertováno do úrovní TTL                |
| Přenosová rychlost          | 9600 Bd                           | 9600 Bd                                         |
| Teplotní rozsah(pracovní)   | -30 °C až 40 °C                   | -30 °C až 40 °C                                 |
| Teplotní rozsah(skladovací) | -55 °C až 60 °C                   | -55 °C až 60 °C                                 |

## Vestavěný systém roveru Sojourner

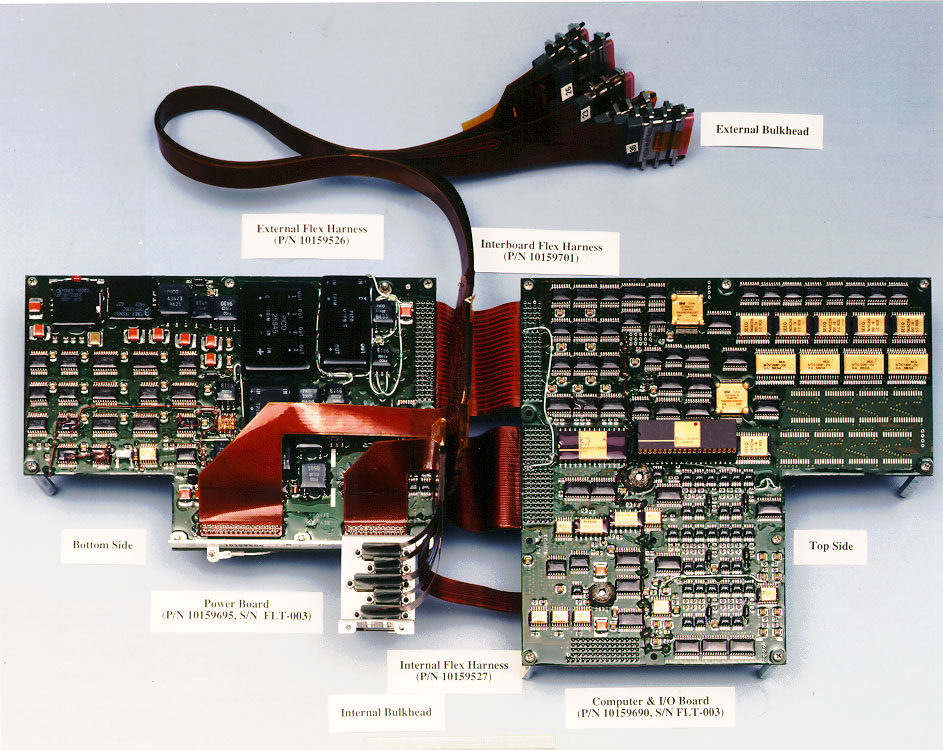
Procesorová a napájecí část roveru Sojourner.

Průzkumný rover byl vybaven jednojádrovým procesorem 80C85, který měl hodinovou frekvenci 2 MHz, to mu umožňovalo zpracovat až 100k instrukcí za sekundu.
Po startu případně resetu počítače, začal procesor vykonávat instrukce uložené v paměti PROM. Následně začal načítat do paměti RAM uložené programy. Řídící jednotka roveru Sojourner byla složená ze dvou navzájem propojených elektronických desek. Ačkoliv byly desky označené jako napájecí a procesorová, každá z desek obsahovala součásti, které byly zodpovědné za napájení a jeho správu, analogové a digitální vstupy/výstupy a paměťové úložiště. K propojení se senzory a akčními členy roveru sloužila sada tří FLEX kabelů, které byly vyvedeny z teplotně izolovaného boxu WEB (Warm Electronic Box) v němž byla elektronika uložená pro udržení provozní teploty použitých součástek.
Organizace paměti Sojourneru byla následující:
- 16 KB PROM složená z obvodů Harris 6617 – obsahovala bootloader a záložní program Sojourner-lite
- 64 KB RAM složená z obvodů IBM 2586 – hlavní paměť
- 160 KB EEPROM složená z 5 obvodů SEEQ 28C256 – programy, patche a trvalé uložení dat
- 512 KB RAM složená z obvodů Micron MT1008 – dočasné uložení dat

## Přistání na Marsu
Během sestupu se používal tepelný štít a velký brzdící padák. Výškový radar zjišťoval vzdálenost k povrchu a k dalšímu zpomalení byly použity brzdící rakety a nakonec se osm sekund před dopadem nafouklo 24 vzdušných vaků a obalily celou sondu, následovalo několik odskoků.
Poté, co byly vypuštěny vzduchové vaky, rozevřely se sluneční panely. Protože sonda přistála v noci, muselo se počkat na východ Slunce. Místo přistání má souřadnice 19,30° severní šířky a 33,52° západní délky a nachází se v pánvi Ares Vallis, 19 kilometrů jihozápadně od středu přistávací elipsy. Během prvního solu udělal Pathfinder první obrázky svého okolí a meteorologická měření. Zjistilo se, že jeden vzdušný vak se nevypustil úplně a mohl by bránit vozítku sjet z rampy. Problém byl vyřešen a vozítko se zpožděním z rampy sjelo.

## Sojourner vyjíždí

Panorama Marsu v okolí sondy Mars Pathfinder

Sojourner sjel během solu 2. Během dalších solů se vozítko přiblížilo ke kamenům, které si inženýři pojmenovali jmény jako „Barnacle Bill“, „Yogi“ a „Scooby Doo“. Sojourner zjišťoval z jakých prvků se skládají kameny a marsovská půda, zatímco mateřská sonda Pathfinder snímala obrázky vozítka a přilehlého okolí.
Sojourner bylo šestikolové vozítko o délce 65 cm, šířce 48 cm a výšce 30 cm s hmotností 10,6 kg. Pohyboval se rychlostí 1 cm/s a během svého fungování urazil téměř 80 m okolo přistávacího modulu Pathfinder a nevzdálil se od něj na více než 8 m. Původně se předpokládalo, že Sojourner by měl fungovat na povrchu Marsu jeden týden, nicméně nakonec fungoval 12x déle než se předpokládalo. Sojouner během 83 solů mise předal prostřednictvím povrchového modulu Pathfinder 550 snímků a 16 chemických analýz vzorků. Po odmlčení mateřské sondy Mars Pathfinder Sojourner pravděpodobně začal kroužit kolem modulu či se zastavil očekávající další instrukce.

## Analýza kamenů

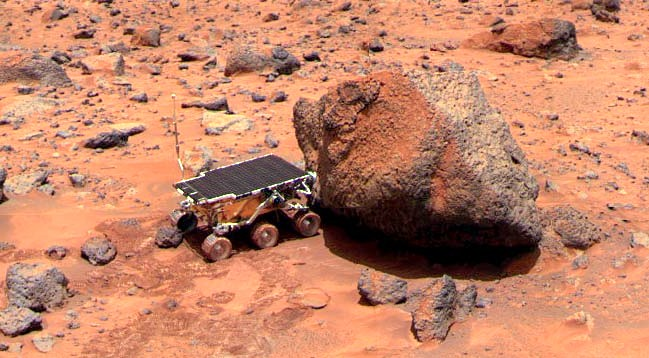
Sojourner analyzuje pomocí spektrometru APXS kámen Yogi (NASA)

První byl zkoumán kámen „Barnacle Bill“ během solu 3. Používal se alfa-protonový a rentgenový spektrometr (Alpha Proton X-ray Spectrometer - (APXS) ), který potřeboval 10 hodin pro úplné prozkoumání vzorku. Spektrometr byl schopen zjistit přítomnost kromě vodíku většiny prvků, pokud jejich koncentrace byla vyšší než 0,1%.

## Konec mise
Ačkoliv byla proklamována životnost vozítka týden a povrchového modulu měsíc, obě části jí překonaly 12krát, respektive 3krát. Poslední komunikace se sondou Pathfinder proběhla 27. září 1997. Během října se pravděpodobně podařilo zachytit slabý signál nosné frekvence, ale to již neposkytovalo vědecká data. V březnu 1998 byla mise oficiálně ukončena.

## Marie Curie (rover)
Marie Curie byl náhradní a posléze testovací rover, který vznikl spolu s vozítkem Sojourner. Nesl jméno po Marii Curie-Skłodowské. JPL používala rover Marie Curie pro testování příkazů, které později zasílala na Mars roveru Sojourner.
Agentura NASA plánovala poslat rover Marie Curie na Mars v rámci mise Mars Surveyor 2001. Rover měl být z landeru vysazen pomocí robotického ramene. Tato mise ale byla zrušena.
Rover Marie Curie byl roku 2015 přesunut do sbírek Smithsonova muzea.

## Kultura
- Úvodní scénka televizního seriálu Star Trek: Enterprise obsahuje záběry na rover Sojourner
- Ve filmu Rudá planeta (film) (v originále Red Planet) z roku 2000 použijí zbývající astronauti vozítko Sojourner pro sestrojení rádia k navázání kontaktu se Zemí.
- Ve filmu Marťan (film) z roku 2015, podle knižní adaptace novely Andy Weira použije astronaut Mark Whatney Pathfinder lander ke spojení se zemí.